# 地蔵盆

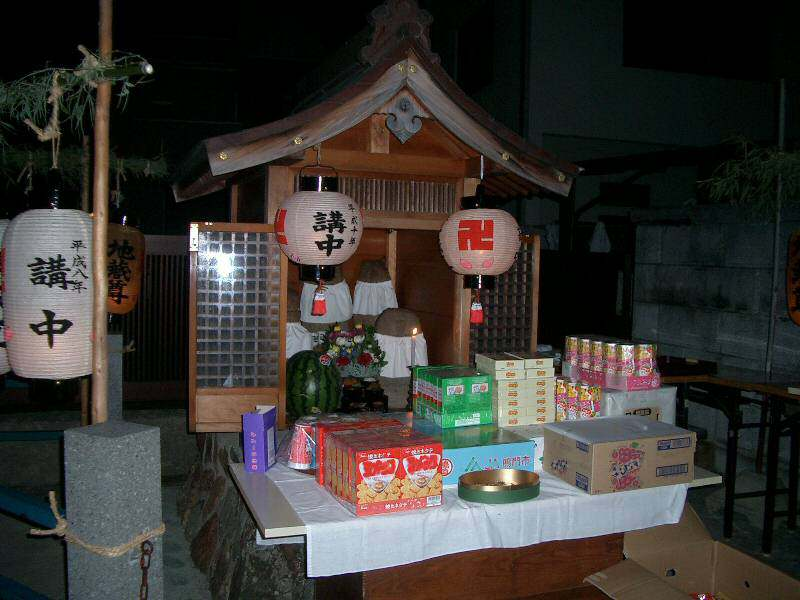
村の辻の地蔵堂（地蔵盆の宵）前に積まれている供え物は、やってきた子供達に配られる。電球ではなく、蝋燭の入った提灯はほの暗い

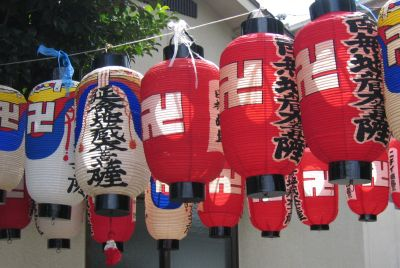
地蔵盆の提灯

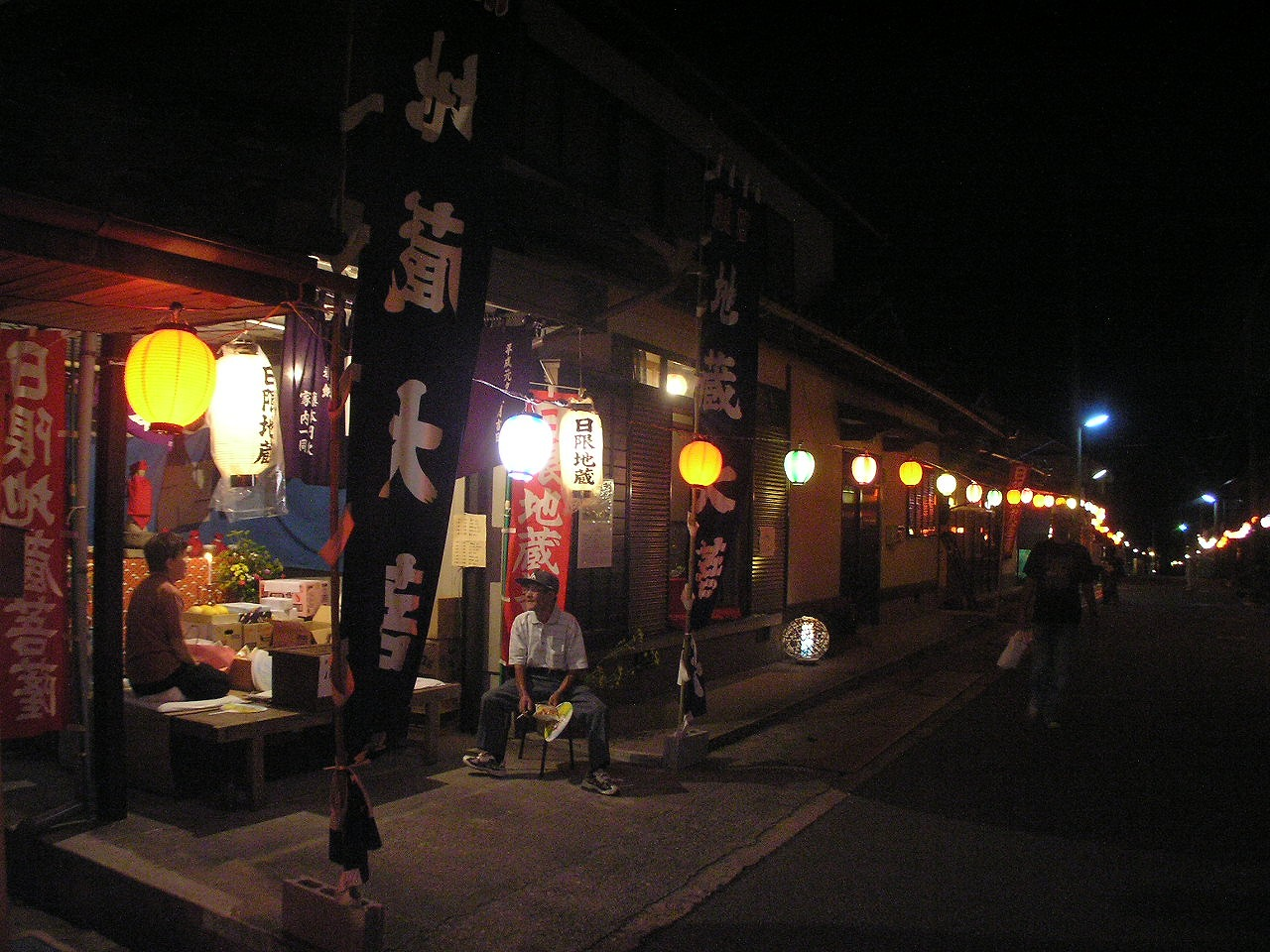
宿場一夜夢街道（兵庫県丹波篠山市）

地蔵盆（じぞうぼん）は、地蔵菩薩の縁日（旧暦7月24日もしくは新暦8月24日）にかけて地蔵尊を祀る行事。「地蔵会（じぞうえ）」や「地蔵まつり」と称されることもある。特に近畿地方などを中心に盛んな行事である。道祖神信仰との結びつきも指摘されており、「路傍や街角のお地蔵さん」である「辻地蔵」を対象とする民間信仰ともいわれる。

## 概説
地蔵盆の開催日は地蔵菩薩の縁日の前日が中心となる。日程に関しては、旧暦を基準に「地蔵菩薩の縁日である旧暦7月24日辺りに信徒らが地蔵に供物・灯明を供え、仏名を唱えたりする行事」と紹介されることがある。一方で新暦を基準に月遅れで「八月二十三日と二十四日にかけて」（『日本民俗大辞典』上（1999年）770-771頁）と定義されている場合もある。現代では参加者の都合に合わせて、その前後の土日に行う地域もある。
地蔵盆が盛んに行われている地域は近畿地方や北陸の若狭地方とされる。ただし、長野県長野市の善光寺（8月24日の逮夜にあたる8月23日夜に開催）や長崎県対馬市厳原町（7月24日に開催）、宮城県の気仙沼市など、近畿地方から離れた地方でも地蔵盆を行う地域は存在する。
地蔵盆が東日本に広まらなかった理由については、地蔵盆の対象は「辻地蔵」で、関東以東では辻地蔵の代わりに「道祖神」がその役割を担っていたためともいわれる。
地蔵菩薩には親より先に亡くなった子供が賽の河原で苦しんでいるのを救うという伝承があり、特に子供が地蔵の前に詣り、その加護を祈る習わしになっている。ところによっては、主に子どもたち向けに仏僧による読経や法話も行われる。
また地域によっては、地蔵盆当日の朝などに百万遍念仏の一種である「数珠回し（数珠繰り）」を行う。これは町内の子供（大人も参加する場合がある）が直径2〜3メートル（大きいものでは直径5メートル）の大きな数珠を囲んで座り、僧侶の読経にあわせて順々に回すというものである。

## 京都の地蔵盆
地蔵盆が近づくと、町内の人々が地蔵の像を祠から出し、改めて彩色を行う「お化粧」を行い、新調した前垂れを着せる。地蔵のない町内では寺院から借りたり、仏画を使用することもある。
地蔵盆の会場周囲は灯籠や行灯、提灯などで飾られるが、京都では子どもが生まれるとその子の名前を書いた提灯を奉納する風習がみられる。おおむね女子は赤、男子は白で、その子が地蔵盆に参加しているあいだは、毎年飾られる。青竹ののぼりを立てるところもある。
先述の数珠まわしのほか、お菓子配り（おやつの配布）、手料理の振る舞い、遊びなどのイベント（夜間に行われる踊りや花火）、福引などが行われることもある。特に地蔵盆における福引は、伝統的には畚おろし（ふごおろし）と呼ばれる形式で行われた。これは福引担当の家の向かいの家から渡したロープにつるし紐で手繰り寄せ、その後、その品を紐で1階へ下ろして渡すものであったが、ほとんどみられない光景となった。
数日間にわたり様々な行事が行われることが多かったが、少子化や大人たちの都合がつきにくくなったことなどから一日で終える町内が多くなっている。
天道大日如来を祀っている町内では大日如来の縁日（旧暦7月28日もしくは新暦8月28日）を中心に「大日盆」を行うところもある。そのほか、観世音菩薩の縁日である17日を祭日とすることを基本とする「観音盆」を行う地域もある。

## 文化財指定等
- 記録作成等の措置を講ずべき無形の民俗文化財「盆行事」（昭和52年（1977）6月選択）[9]
- 京都をつなぐ無形文化遺産「京の地蔵盆」（平成26年（2014）11月選定）[10]